# Daniel de Bourg
Daniel de Bourg, est un chanteur, compositeur, ancien danseur et mannequin anglais, issu de la quatrième saison du télé-crochet britannique The X Factor.
Il naît le 13 avril 1982.

## Discographie

### Albums studio
- 2002 : Tell the World
- 2013 : London Bread

### Mixtapes
- 2010 : The DDB Mixtape Volume 1 - The Prelude
- 2011 : The DDB Mixtape Volume 2 - The Bridge
- 2012 : The DDB Mixtape Volume 3 - Outro